# 谷津矢車
谷津 矢車（やつ やぐるま、1986年3月 - ）は、日本の小説家。演劇の原案も提供する。ペンネームの谷津矢車は実家の家紋が八つ矢車であることに由来。

## 来歴
東京都青梅市出身。青梅市立第三小学校、青梅市立第三中学校、東京都立北多摩高等学校、駒澤大学文学部歴史学科考古学専攻卒業。中学生の頃から小説を書きはじめる。
2012年に『蒲生の記』で第18回歴史群像大賞の優秀賞を受賞。2013年に『洛中洛外画狂伝』でデビュー。
2015年12月、KADOKAWAの角川文庫から刊行予定だった『からくり同心 景 黒い好敵手』は、担当編集者による無断改変（文章の大幅加筆や台詞の変更など）があったとして発売中止となった。また、同年8月刊行の『からくり同心 景』にも同様の改変があったとして絶版・回収が決定した。
2018年に『おもちゃ絵芳藤』で第7回歴史時代作家クラブ賞の作品賞を受賞。
2019年に初の短編集『奇説無惨絵条々』を発表。

## 受賞・候補
- 2012年『蒲生の記』で第18回歴史群像大賞（優秀賞）受賞
- 2014年『蔦屋 TSUTAYA JUZABURO』で第4回本屋が選ぶ時代小説大賞候補[9][10]
- 2015年『曽呂利! 秀吉を手玉に取った男』で第5回本屋が選ぶ時代小説大賞候補
- 2017年『おもちゃ絵芳藤』で第7回本屋が選ぶ時代小説大賞候補
- 2018年『おもちゃ絵芳藤』で第7回歴史時代作家クラブ賞（作品賞）受賞
- 2019年『奇説無惨絵条々』で第9回本屋が選ぶ時代小説大賞候補
- 2020年『奇説無惨絵条々』で第8回野村胡堂文学賞候補
- 2020年『絵ことば又兵衛』で第10回本屋が選ぶ時代小説大賞候補
- 2022年『北斗の邦へ翔べ』で第12回本屋が選ぶ時代小説大賞候補

## 作品

### 単行本
- 『洛中洛外画狂伝 狩野永徳』学研パブリッシング 2013年3月 (主人公 狩野永徳)
- 『蔦屋 TSUTAYA JUZABURO』学研マーケティング 2014年3月 (主人公 蔦屋重三郎)
- 『てのひら』学研マーケティング 2014年11月 (主人公 吉田松陰の妹で久坂玄瑞の妻・楫取美和子)[11]
- 『曽呂利! 秀吉を手玉に取った男』実業之日本社 2015年8月 (主人公 曽呂利新左衛門)
- 『三人孫市』中央公論新社 2015年11月 (主人公 雑賀孫市)
- 『しゃらくせえ鼠小僧伝』幻冬舎 2016年5月 (主人公 鼠小僧次郎吉)[12]
- 『信長さまはもういない』光文社 2016年8月 (主人公 池田恒興)
- 『おもちゃ絵芳藤』文藝春秋 2017年4月 (主人公 歌川芳藤)[13][14]
- 『某には策があり申す 島左近の野望』2017年6月 角川春樹事務所 (主人公 島左近)[15]
- 『しょったれ半蔵』小学館 2018年1月 (主人公 服部半蔵正成)[16]
- 『安土唐獅子画狂伝 狩野永徳』徳間書店 2018年3月 (主人公 狩野永徳)
- 『刀と算盤 馬律流青春雙六』光文社 2018年10月
- 『奇説無惨絵条々』文藝春秋 2019年2月 (前出雲松江藩主松平宗衍を描く「雲州下屋敷の幽霊」、白子屋お熊騒動に材をとる「女の顔」など五篇)[17]。
- 『廉太郎ノオト』中央公論新社 2019年9月
- 『桔梗の旗 明智光秀と光慶』潮出版社 2019年12月
- 『絵ことば又兵衛』文藝春秋 2020年9月
- 『小説 西海屋騒動』二見書房 2021年2月
- 『吉宗の星』実業之日本社 2021年5月
- 『北斗の邦へ翔べ』角川春樹事務所 2021年11月
- 『宗歩の角行』光文社 2022年4月
- 『ええじゃないか』中央公論新社 2022年9月

### 文庫再刊
- 『唸る長刀』幻冬舎 2014年6月 (主人公 大石進)
- 『ふりだし 馬律流青春雙六』学研パブリッシング 2014年8月 [18]
- 『洛中洛外画狂伝 狩野永徳 上』学研M文庫 2014年10月
- 『洛中洛外画狂伝 狩野永徳 下』学研M文庫 2014年10月 (Kindle版)
- 『からくり同心 景』KADOKAWA 2015年8月 (前述の無断改変問題により初版絶版・回収)
- 『柳生剣法帖 ふたり十兵衛』KADOKAWA 2015年9月 (主人公 柳生十兵衛)
- 『しゃらくせえ 鼠小僧伝』幻冬舎 2016年5月
- 『洛中洛外画狂伝 狩野永徳』徳間文庫 2018年2月
- 『曽呂利 秀吉を手玉に取った男』実業之日本社文庫 2019年2月 [19]
- 『三人孫市』中公文庫 2019年8月
- 『某には策があり申す 島左近の野望』ハルキ文庫 時代小説文庫 2019年5月
- 『雲州下屋敷の幽霊』文春文庫 2021年7月

### アンソロジー収録作品
- 短編「紀尾井坂の残照」～収録：日本文藝家協会編 『平成二十六年度(60) 代表作時代小説』光文社 2014年6月 [20]
- 短編「竹とんぼの群青」桜田門外の変～収録：『幕末 暗殺!』中央公論新社 2018年1月[21]
- 短編「ソハヤの記憶」～収録：『伝奇無双「秘宝」』戯作舎文庫 2019年3月 (電子書籍)「操觚の会」鈴木英治,秋山香乃,誉田龍一,神家正成ほか。刀工三池典太と坂上将軍の佩刀であった霊刀「騒速」の織り成す数奇な運命を描く。

### 未刊行・未収録作品
- 「恋唄」（短編『野性時代』2014年10月号、角川書店)
- 「さよなら僕らの西郷どん」（短編『文芸カドカワ』2015年3月号、角川書店)

## 出演
FMラジオ（アップルウェーブ）
- 『谷津矢車と葉月つばさの、青森を探せ』
- 『谷津矢車と佐野水柚のタゲだ!青森』
- 『谷津矢車とサポニンのタゲだ!青森』